# علی کاظمی
علی کاظمی باباحیدری، نمایندهٔ دورهٔ دهم مجلس شورای اسلامی از حوزهٔ انتخابیهٔ اردل، فارسان، کوهرنگ و کیار است. وی با کسب ۲۱٬۵۸۸ رای از مجموع ۳۸٬۳۶۷ رای معادل ۶۴٫۱۹٪ درصد آرا در دور دوم انتخابات به مجلس راه پیدا کرد. او برای انتخابات دوره یازدهم مجلس شورای اسلامی ثبت‌نام کرد که توسط شورای نگهبان رد صلاحیت شد.